# Duolar-Chevalmeire Cycling Team
El Duolar-Chevalmeire Cycling Team (código UCI: DCH) es un equipo ciclista femenino de Bélgica de categoría UCI Women's Continental Team, segunda categoría femenina del ciclismo en ruta a nivel mundial.

## Historia

### Material ciclista
El equipo utiliza bicicletas Stevens y componentes Shimano.

## Clasificaciones UCI
Las clasificaciones del equipo y de su ciclista más destacado son las siguientes:
| Temporada | Clasificación por equipos | Mejor corredora | Posición |
| 2021      |                           | Bandera de ?    |          |

## Palmarés
Para años anteriores véase: Palmarés del Duolar-Chevalmeire Cycling Team.

### Palmarés 2023

#### UCI WorldTour Femenino
| Fechas | Carreras | Ganadora |

#### Calendario UCI Femenino
| Fechas       | Carreras                                                 | Ganadora      |
| 28 de mayo   | Tour de Feminin                                          | Olha Kulynych |
| 27 de agosto | 4.ª etapa del Giro de la Toscana-Memorial Michela Fanini | Olha Kulynych |

#### Campeonatos nacionales
| Fechas | Carreras | Ganadora |

## Plantillas
Para años anteriores, véase Plantillas del Duolar-Chevalmeire Cycling Team

### Plantilla 2023
| Integrantes del equipo 2023           | Integrantes del equipo 2023 | Integrantes del equipo 2023                     | Integrantes del equipo 2023 |
| Corredor                              | Fecha de nacimiento         | Equipo previo                                   |                             |
| ------------------------------------- | --------------------------- | ----------------------------------------------- | --------------------------- |
| Nathalie Bex                          | 12 de abril de 1998         | Rogelli-Gyproc (2019)                           |                             |
| Danique Braam                         | 5 de septiembre de 1995     | Lotto Soudal Ladies (2021)                      |                             |
| Kelly Druyts                          | 21 de octubre de 1989       | Doltcini-Van Eyck Sport (2019)                  |                             |
| Malin Eriksen                         | 21 de enero de 1997         | Keukens Redant (2022)                           |                             |
| Tara Gins                             | 2 de diciembre de 1990      | Torelli-Cayman Islands-Scimitar (2022)          |                             |
| Antonia Gröndahl                      | 25 de mayo de 1995          | IBCT (2022)                                     |                             |
| Olha Kulynych                         | 1 de febrero de 2000        | Doltcini-Van Eyck-Proximus (2021)               |                             |
| Andrea Martínez López                 | 21 de enero de 1994         | Emotional.FR-Tornatech-GSC Blagnac VS 31 (2022) |                             |
| Lotte Popelier                        | 21 de mayo de 2001          | Doltcini-Van Eyck-Proximus (2021)               |                             |
| Kelly Van den Steen                   | 1 de septiembre de 1995     | Lotto Soudal Ladies (2019)                      |                             |
| Cleo Kiekens                          | 2 de septiembre de 2004     |                                                 |                             |
| Taneal Otto                           | 5 de marzo de 1996          |                                                 |                             |
| Lani Wittevrongel                     | 12 de julio de 2004         |                                                 |                             |
| Minke Bakker                          | 11 de marzo de 1997         | Doltcini-Van Eyck-Proximus (2021)               |                             |
| Jana Dobbelaere (11 de abr–31 de dic) | 3 de abril de 1996          | Jegg-de Jonge Renner (2022)                     |                             |
|                                       |                             |                                                 |                             |
| Fuente: UCI                           |                             |                                                 |                             |